# Uanukuhihifu
Uanukuhihifu (auch: Uonuku Hihifo) ist eine Insel im Zentrum von Haʻapai im Pazifik, sowie ein kleiner Verwaltungsbezirk (ʻUiha). Sie gehört politisch zum Königreich Tonga. Die Insel hat ca. 450 Bewohner.

## Geografie
Das Motu liegt an der Südspitze der Riffkrone, die von ʻUiha herkommt.
Zusammen mit Uanukuhahaki und Tofanga gehört sie zur selben Riffkrone.

## Klima
Das Klima ist tropisch heiß, wird jedoch von ständig wehenden Winden gemäßigt. Ebenso wie die anderen Inseln der Haʻapai-Gruppe wird Uanukuhihifu gelegentlich von Zyklonen heimgesucht.